# 渡辺峻
渡辺 峻（わたなべ たかし、1944年3月26日- ）は、日本の経営学者。立命館大学名誉教授。

## 略歴
大分市生まれ。1966年同志社大学商学部卒。1972年同志社大学大学院商学研究科博士後期課程単位取得修了。1986年「現代銀行企業の労働と管理ーーオフィス・オートメーションとホワイトカラーに関する経営経済学的研究」で立命館大学より経営学博士の学位を取得。1972年に立命館大学経営学部助教授、その後、教授、経営管理研究科教授。
この間、英国ウォーリック大学客員研究員(1987年)、英国シェフィールド大学客員教授(1994年)、非常勤として九州大学大学院、京都大学大学院、同志社大学大学院、関西学院大学大学院、関西大学大学院などで講義担当。
2009年に立命館大学を定年退職、名誉教授、京都文教大学総合社会学部教授。

## 学会活動
学会活動は、日本経営学会常任理事、日本労務学会代表理事(会長)、労務理論学会常任理事、比較経営学会理事、経営関連学会協議会評議委員など歴任。

## 社会的活動
社会活動は、国立大学法人神戸大学外部評価委員、公立大学協会人事制度専門委員、日本学術振興会科学研究費委員会専門委員、厚生労働省京都地方最低賃金審議会長、滋賀県少子化対策県民会議会長、滋賀県男女共同参画審議会長、京都労働局労働関係紛争担当参与など歴任⁽⁵⁾⁽⁶⁾。2007年に厚生労働大臣表彰(労働基準行政推進貢献)。

## 家族親族
渡辺和の三男、妻は渡辺香代（旧姓岡本、元長崎大学歯学部文部教官助手、口腔外科学）、長男は渡辺啓(近畿大学医学博士、脳神経外科学)、次男は渡辺格（早稲田大学国際関係学修士）、長兄は渡辺健治 (福岡大学薬学部名誉教授)、次兄は増田康治(九州大学医学部名誉教授)⁽⁶⁾(⁷）、甥に渡辺淳一(福岡大学経済学部教授)、従兄に葛城哲郎（元大阪芸術大学客員教授）、親戚に長田茂宏(和歌山県立医科大学教授)、伊東眞一(大阪商業大学教授)、伊東正則(元福岡大学長)、溝口ミツ(元大分大学教授)など。

## 著書
- 『企業管理と管理労働ーー その経営経済学的な基礎に関する研究』千倉書房 1984
- 『現代銀行企業の労働と管理ーー オフィス・オートメーションとホワイトカラーに関する経営経済学的研究』千倉書房 1984
- 『講義室のうちそと』文理閣　1985
- 『組織と管理； 企業管理論ノート』文理閣　1986
- 『現代の銀行労働』大月書店　1987
- 『企業組織の労働と管理』中央経済社 1995
- 『コース別雇用管理と女性労働： 男女共同参画社会をめざして』中央経済社 1995
- 『マネジメント論入門 ：やさしく読みとく企業・経営・労働』八千代出版 1996
- 『キャリア人事制度の導入と管理： 個人と企業組織との新しい関係』中央経済社 2000
- 『人的資源の組織と管理：新しい働き方・働かせ方』中央経済社 2000
- 『やさしく学ぶ経営学入門；現代の経営と社会と労働の諸問題』八千代出版 2000
- 『「組織と個人」のマネジメント：新しい働き方・働かせ方の探究』中央経済社 2007
- 『ワーク・ライフ・バランスの経営学： 社会化した自己実現人と社会化した人材マネジメント』中央経済社 2009
- 『生協組織をもっと元気にするためのやさしい組織論入門』文眞堂 2017
- 『生協組織のマネジメントーー事業の社会性と収益性をいかに一体化・統合するのか』文理閣、2020
- 『立命館の一隅からーー経営学の研究・講義・ゼミ・学会』文理閣、2022
- 『追憶の今出川キャンパスーー良心・自由・自治・自立』北斗書房、2024

### 共編著
- 『経営管理概論』井上昭一・仲田正機共著 文理閣1979
- 『コース別管理とのたたかい』宮地光子共著　学習の友社1987
- 『ニューテクノロジーと企業労働』長谷川治清・安井恒則共編著 大月書店1991
- 『企業経営総論』井上宏・丸山恵也・成田幸範共著 中央経済社1992
- 『ワーキングウーマンの仕事と生活ーー男女共同参画社会をめざして』山岡・筒井・長坂・赤岡共著マネジメント社1995
- 『現代の企業経営を学ぶーー経営学入門』笹川義三郎・山下高之・仲田正機共編著 ミネルヴァ書房1996
- 『現代組織の基本問題』岡本武昭・笹川義三郎・山下高之共編 税務経理教会1997
- 『日本企業の働く女性たち； 取り巻く現状と未来展望』藤井治枝共編著 ミネルヴァ書房 シリーズ<女・あすに生きる> 1998
- 『現代企業経営の女性労働； 労務管理の個別化と男女の自立』藤井治枝共編著 ミネルヴァ書房 叢書現代経営学 1999ミネルヴァ書房
- 『各国企業の働く女性たち ；取り巻く現状と未来展望』柴山恵美子,藤井治枝共編著 ミネルヴァ書房 シリーズ<女・あすに生きる> 2000
- 『やさしく学ぶマネジメントの学説と思想』角野信夫,伊藤健市共編著 ミネルヴァ書房 2003
- 『経営学総論』佐護誉共編著 文眞堂 2004
- 『男女協働の職場づくり； 新しい人材マネジメント』中村艶子共著 ミネルヴァ書房 シリーズ<女・あすに生きる> 2004
- 『経営・商学系大学院生のための論文作成ガイドブック』片岡信之,齊藤毅憲,佐々木恒男,高橋由明共編著 文眞堂 2004
- 『大学生のためのキャリア開発入門』編著 中央経済社 2005
- 『大学教員の人事評価システム』佐々木恒男, 齊藤毅憲共編著 中央経済社 2006
- 『はじめて学ぶ人のための経営学 ver.2(第2版)』片岡信之, 齊藤毅憲,佐々木恒男, 高橋由明共著 文眞堂 2006
- 『アドバンスト経営学 理論と現実』片岡信之,齊藤毅憲, 佐々木恒男, 高橋由明共編著 中央経済社 2010
- 『学生のためのキャリアデザイン入門』伊藤健市共編著 中央経済社 2010
- 『はじめて学ぶ人のための人材マネジメント論入門』伊藤健市, 齊藤毅憲共著　文眞堂ブックス セメスターテキストシリーズ 2010
- 『女子学生のためのキャリア・ガイダンス』編著 中央経済社　2012
- 『活躍する女性会社役員の国際比較； 役員登用と活性化する経営』守屋貴司共編著 ミネルヴァ書房 シリーズ〈女・あすに生きる〉 2016
- 『個人の自立と成長のための経営学入門 ；キャリア戦略を考える』齊藤毅憲共編著 文眞堂 新しい経営学 2016
- 『自分で企業をつくり、育てるための経営学入門； 起業戦略を考える』齊藤毅憲共編著 文眞堂 新しい経営学 2017
- 『農山漁村地域で働き生きるための経営学入門；地域住民の満足と地域づくり戦略』齋藤毅憲共編著 文眞堂 新しい経営学2018

### 監修
- 『外国人教授が見たニッポンの大学教育；これでいいのか経営学の教え方・学び方』齊藤毅憲,藤永弘共監修 全国四系列 (経営学・商学・会計学・経営情報科学) 教育会議編 中央経済社 2003
- 『大学は地域を活性化できるか；社会に役立つ経営学教育の実践』齊藤毅憲,藤永弘共監修 全国四系列 (経営学・商学・会計学・経営情報科学) 教育会議編 中央経済社 2005
- 『社会人基礎力の育成とビジネス系大学教育』全国ビジネス系大学教育会議編著 齊藤毅憲,佐々木恒男,小山修共監修 学文社 2010
- 『ビジネス系大学教育における質保証』佐々木恒男, 小山修,夏目啓二,吉田優治,齊藤毅憲共監修 全国ビジネス系大学教育会議編著 学文社 2012
- 『ビジネス系大学教育における初年次教育』全国ビジネス系大学教育会議編著 佐々木恒男,小山修, 夏目啓二,吉田優治, 齊藤毅憲共監修 学文社 2012

## 論文
- <渡辺峻